# Xylora bathyalis
Xylora bathyalis är en kräftdjursart som beskrevs av Gilbert Henry Hicks 1988. Xylora bathyalis ingår i släktet Xylora och familjen Thalestridae. Inga underarter finns listade i Catalogue of Life.